# Каменоломкоцветни
Каменоломкоцветните (Saxifragales) са разред покритосеменни растения от групата на еудикотите.

## Семейства
- Altingiaceae
- Aphanopetalaceae
- Cercidiphyllaceae
- Crassulaceae – Дебелецови
- Cynomoriaceae
- Daphniphyllaceae
- Grossulariaceae – Френско грозде
- Haloragidaceae
- Hamamelidaceae – Хамамелидови
- Iteaceae
- Paeoniaceae – Божурови
- Penthoraceae
- Pterostemonaceae
- Saxifragaceae – Каменоломкови